# Handvormsteen

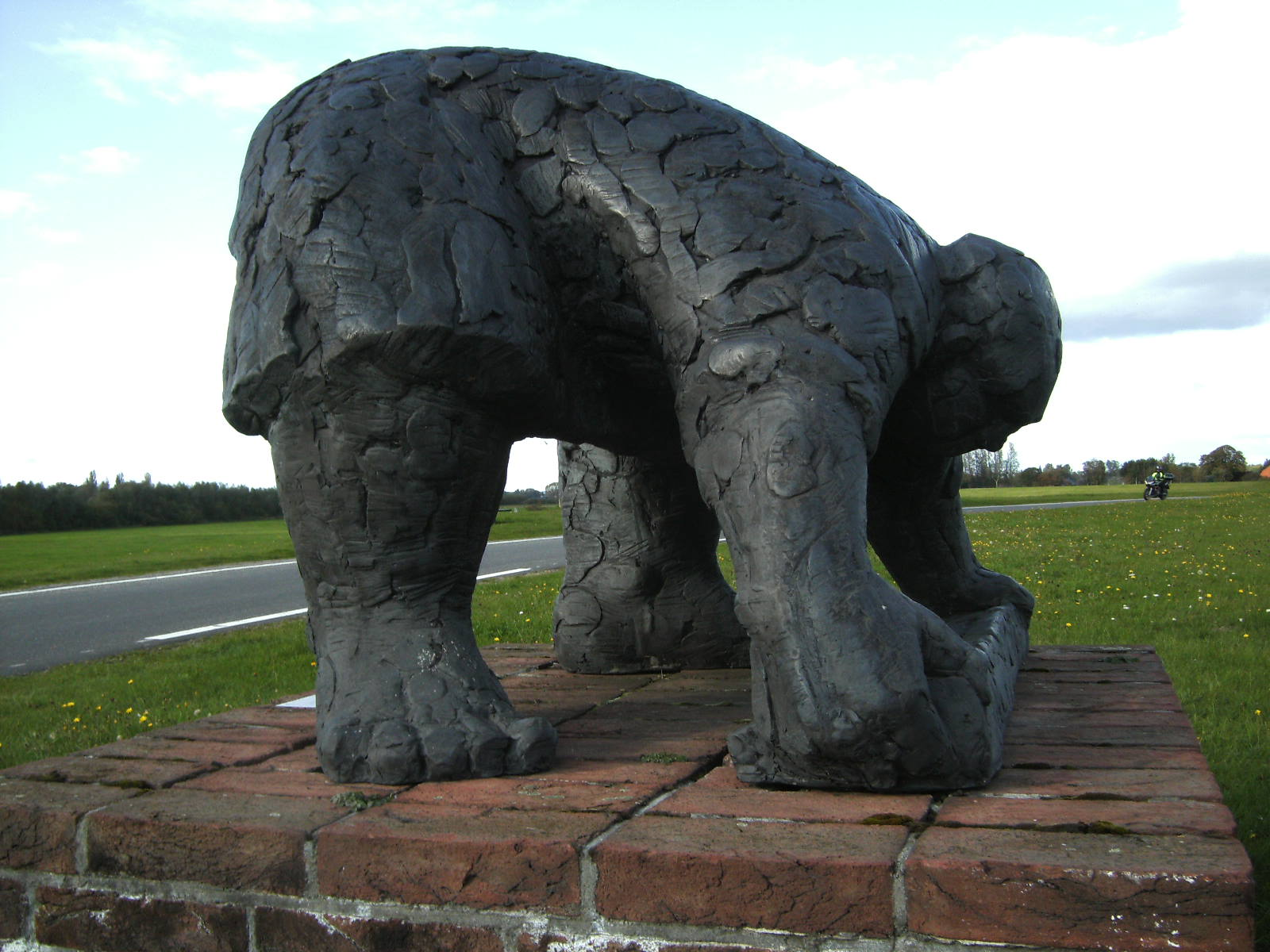
Beeld van een 'neerslager' (baksteenvormer) bij Olst waar tot ca 1970 aan de IJssel meerdere baksteenfabrieken stonden

Een handvormsteen of handgevormde steen is een baksteen die met de hand gevormd werd in een houten vormbak.

## Het ambachtelijke handvormproces
Dit gebeurde vanouds in het vrije veld. Er was bij dit proces sprake van een strikte arbeidsdeling omdat het vormen middels een vormraam of vormbak de beperkende factor vormde in het proces en dus zo effectief mogelijk moest zijn. De gevormde stenen werd op de baan (een legveld) te drogen gelegd alvorens ze in een veldoven werden gebakken. Uiteraard was dit proces sterk weer- en seizoensafhankelijk.

## Het industriële handvormproces
Met de opkomst van de industriële productie veranderde het eigenlijke handvormproces aanvankelijk maar weinig. Wel kwamen er machines voor het voorbereiden van de klei terwijl het droogproces niet langer meer in de open lucht plaatsvond. Ook hier werden er ovens gebruikt die veel geavanceerder waren dan de veldoven. In het onderstaande wordt het handvormproces beschreven zoals dat in een fabrieksmatige omgeving plaatsvond. Later kwam naast het handvormen in water of in zand het machinale vormen voor met de Petersen- respectievelijk Aberson-pers.

### Fabricage van handvormsteen
Er was een mengsilo voor het mengen van de klei. Er werd klei aangevoerd met kipkarren en in de molen geworpen. Verder werd er water aan toegevoegd en vervolgens gemengd door middel van een worm. Er was een kleine transportband die het kleimengsel omhoog voerde naar een silo; in de silo werd het nog eens rondgedraaid om uiteindelijk vrij te komen voor het maken van steen. Onder in de silo zat een schuif die bij opening een lang kleibrood produceerde. De handvormstenen werden in een één of twee-steens vormraam gemaakt.

### Handvormtafel
Een handvormtafel voor baksteen (Handform Sandstrich of Handform Wasserstrich) bestond uit verschillende eenheden:

#### Zand- of waterbak
Hierin werden de vormen bezand, of in water ondergedompeld zodat de vorm voorzien was water of van een laagje aanhangend zand om het vormen en lossen te vergemakkelijken.

#### Vormtafel
Achter de vormtafel stond de leider van de vormploeg. Hij maakte een kleibol en wierp de bol in een keer in het vormraam (bodemloos) of in een vormbak. Dat moest goed gebeuren zodat de vorm ook goed in de hoeken gevuld was met klei. De overtollige klei werd zo van de vorm afgestreken en weer gebruikt voor de volgende te steen.

#### Afslagtafel
Een derde man pakte de afgestreken handvormbak op, draaide deze om en wendde zich naar de afslagtafel. Op de afslagtafel lagen verdiept losse plankjes. Als de omgekeerde vormbak op de tafel werd afgeslagen, maakte de nieuwe steen zich los uit de vormbak en belandde op een van de plankjes. Direct daarna werd de vormbak in de zandbak gedaan. Een vierde man had een los plankje in de hand, legde dat op de natte steen en vervolgens pakte hij met twee handen de steen op die tussen de plankjes was en zette de steen in de langs richting rechtop, op een klaar liggende schroot ter breedte van ca. 12 tot 15 cm. Hij zette vijf stenen achter elkaar op de schroot.

#### Opsteltafel
Een vijfde man pakte de schroot met de vijf opstaande stenen op en liep het haaghuis in. De bedoeling was dat de plankjes gelegd werden op dikkere schroten die op de links en rechts staande rekken waren gelegd. De rekken waren van de vloer tot de nok van het haaghuis ingedeeld met liggers waarop de dikkere schroten gelegd konden worden. Een zesde man was in het haaghuis bezig alle voorbereidingen te treffen voor het neerleggen van de schroten met stenen. Hij zorgde dat de rekken werden belegd met de dikkere schroten en was ook hoog in het haaghuis om de schroot met de natte stenen aan te pakken en op de dikkere schroten te leggen.

## Bron
- "Baksteen". HW. Lintsen (red.), Geschiedenis van de techniek in Nederland. De wording van een moderne samenleving 1800-1890. Deel III: Textiel. Gas, licht en elektriciteit. Bouw. Walburg Pers, Zutphen 1993.

1. ↑  http://www.joostdevree.nl/shtmls/handvormsteen.shtml